# Flakartillerie

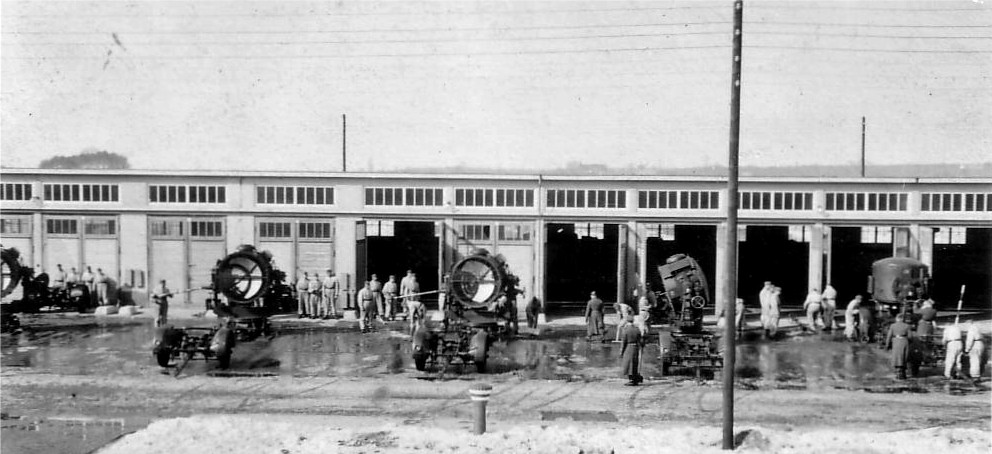
Eine deutsche Flak-Batterie der Luftwaffe bei der Ausbildung an 150-cm-Flakscheinwerfern, 1940

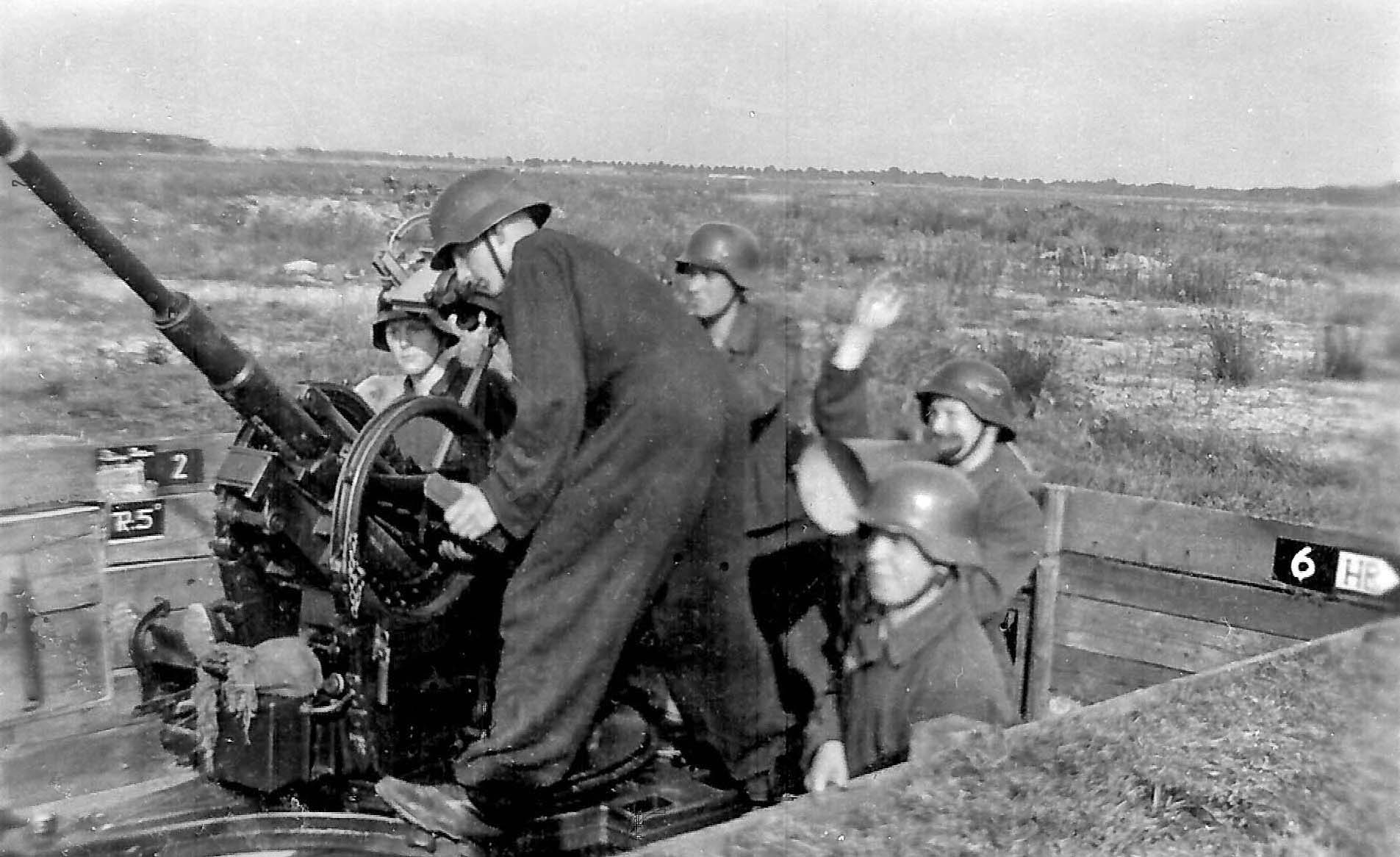
Luftwaffenhelfer im Einsatz an der 2-cm-Flak 38

Die Flakartillerie (Flugabwehrartillerie, auch Flak-Artillerie geschrieben) war eine Waffengattung, die erstmals im Ersten Weltkrieg aufgestellt wurde und deren Einheiten in der deutschen Wehrmacht der Luftwaffe unterstand. Ihre Waffenfarbe war hochrot. Zu den wichtigsten Waffen dieser Einheiten gehörten die Flugabwehrkanonen (kurz „Flak“). Daneben existierten im Heer der Wehrmacht Heeres-Flakartillerie und in der Kriegsmarine die Marine-Flak-Einheiten.

## Geschichte
Die Flakartillerie zählte zu den Truppengattungen, die das Deutsche Reich nach dem Vertrag von Versailles nicht aufstellen durfte. Als man im Deutschen Reich (1933–1945) mit der Wiederaufrüstung begann, wurde die vorher als Fahrabteilung getarnte Abteilung des Reichswehrministeriums 1935 in der Luftwaffe etabliert.
Im Zweiten Weltkrieg wurden Jugendliche als Flakhelfer eingesetzt.
Im Zweiten Weltkrieg lastete die deutsche Luftverteidigung hauptsächlich auf den Schultern der größten Flakarmee der Welt. Mitte 1944 verfügte die 1,2 Millionen Mann starke deutsche Flaktruppe über das fünffache, der 7.873 Flakgeschütze aller Kaliber zu Kriegsbeginn. Die Flakmunitionsfertigung betrug 1944 20 % der gesamten Munitionsproduktion. Für einen einzigen Abschuss brauchte man 16.000 Schuss 8,8-cm- oder 3.000 12,8-cm-Granaten. Nach amerikanischen Berechnungen schoss die deutsche Flak im Zweiten Weltkrieg 5.400 amerikanische Flugzeuge ab. Aber als größten Faktor sah man die Beeinträchtigung der Zielgenauigkeit der Bomber an. 61,4 % der Bombenwürfe waren nicht zielgenau, wovon man 39,7 % den Ausweichbewegungen der Bomber und dem Nervenversagen der Piloten zuschrieb und 21,7 % der durch die Flak erzwungenen größeren Flughöhe. Bei den Engländern bekam man den durch Flak und Scheinwerfer ausgelösten vorzeitigen Abwurf der Bomben, dem „creeping back“, erst im März 1944 in den Griff. Das Donnern der Kanonen vermittelte der Bevölkerung das Gefühl, nicht völlig wehrlos zu sein.

## Schule
Die größte Flakartillerieschule, die FAS I, befand sich in Rerik auf der Halbinsel Wustrow. Die Flakartillerieschule II befand sich ebenfalls an der Ostsee in Stolpmünde.

## Kommandeure
- Kurt Andersen, Kommandeur der FAS II Stolpmünde
- Otto Deßloch, General der Flakartillerie ab 1942
- Günther Rüdel, Inspekteur der Flakartillerie und des Luftschutzes
- Ludwig von Schröder, General der Flakartillerie
- Hubert Weise, General der Flakartillerie ab 1939
- Oberst Laicher (Gründer des Luftwaffen-Sportvereins Hamburg)

## Bekannte Flaksoldaten
- Karl Carstens, späterer Bundespräsident
- Richard Kolb, Regimentskommandeur, Ritterkreuzträger, Alter Kämpfer der Nationalsozialisten
- Walter Kolb, späterer Oberbürgermeister von Frankfurt
- Ernst Kreuder, Schriftsteller
- Helmut Schmidt, Batteriechef, späterer Bundeskanzler

## Denkmale
In Berlin-Steglitz existiert ein Ehrenmal für die Gefallenen der Flakartillerie beider Weltkriege von 1933 bzw. 1957.